# Crocodylus intermedius
Il coccodrillo dell'Orinoco (Crocodylus intermedius, Graves, 1819) è un grosso rettile, appartenente all'ordine Crocodylia. È endemico del Sudamerica, come si può intuire dal nome, che cita uno dei fiumi più grandi e noti del continente, dove vive, principalmente nel suo bacino, anche la specie.
Oltre all'uomo, gli unici predatori naturali sono il giaguaro e l'anaconda verde: entrambi predano coccodrilli di taglia piccola e medio-piccola, ma mai gli esemplari adulti di media e grossa taglia.

## Descrizione
Le femmine sono lunghe fino a 4.5 m, mentre i maschi, più grandi, raggiungono l'incredibile misura, da muso a coda, di 6 - 7 metri. Contrariamente ai caimani, i coccodrilli dell'Orinoco presentano un muso stretto e allungato, che misura anche tre volte la sua larghezza alla base, e una cresta di squame fortemente carenate nella parte esterna delle zampe posteriori.
Il suo morso è, insieme a quello degli altri coccodrilli, uno dei più potenti in natura. Un comune esemplare adulto può mordere con una forza di oltre 35000 N (3500 kg forza) e una pressione di oltre 800 kg/cm2, paragonabile a quella presente sul fondo della fossa delle Marianne. Nemmeno il tirannosauro poteva superare questa potenza. Tale caratteristica gli consente di rompere qualunque guscio e spezzare o disintegrare le ossa più robuste. Le sue mascelle si chiudono a scatto con una velocità di svariate centinaia di chilometri orari.

## Distribuzione e conservazione

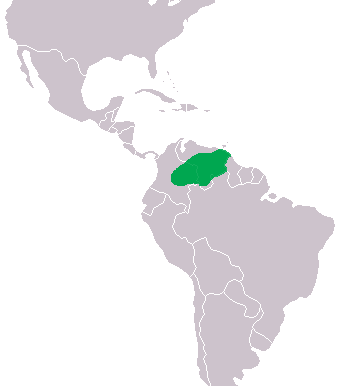
Areale

Un tempo la specie era estremamente comune in tutti i principali affluenti dell'Orinoco. Tuttavia, a partire dal 1900 e in relazione alle richieste sempre più pressanti delle industrie produttrici di oggetti di abbigliamento, la pelle di questo rettile divenne estremamente ricercata e di conseguenza la specie cominciò a scomparire da molte regioni della parte nord-occidentale del Sud America. Basterà ricordare che a San Fernando de Apure in Venezuela, tra la fine degli anni venti e l'inizio degli anni trenta, furono commerciate giornalmente 4.000 pelli di coccodrillo dell'Orinoco, mentre in Colombia, soltanto nel decennio 1930-1940, furono vendute alle concerie almeno 250.000 pelli della medesima specie. Le razzie di cui si resero responsabili i cacciatori di coccodrilli terminarono solo verso la fine degli anni quaranta.
Attualmente non esistono in natura più di 1500 esemplari di coccodrillo dell'Orinoco: un migliaio di questi rettili sarebbero presenti nel Venezuela, mentre non più di 500 individui sopravviverebbero nella Colombia nord-orientale. Trattandosi di una entità alle soglie dell'estinzione, essa è stata inclusa nella Appendice I della CITES ed è oggi protetta integralmente in entrambi gli stati sudamericani attraversati dal fiume Orinoco.
In base ai criteri della Lista rossa IUCN la specie è considerata in pericolo critico.